# Meinhart Kabel
Die Meinhart Kabel Österreich GmbH ist ein auf die Distribution von Kabeln und Leitungen spezialisiertes Unternehmen mit Sitz in St. Florian bei Linz (Österreich) und Niederlassungen in mehreren Ländern.

## Geschichte
Gegründet wurde das Unternehmen am 1. April 1978 von Walter Meinhart in einer Garage. Bereits 1981 folgte die Anmietung eines ersten Betriebsgebäudes, drei Jahre später der Bau eines eigenen Büro- und Lagergebäudes. 1989 erfolgte die Errichtung des heutigen Hauptstandortes in St. Florian. Die Lagerflächen wurden im Laufe der Jahre stetig erweitert – zuletzt 2012 auf über 130.000 m².
2014 erwarb Meinhart vier internationale Tochtergesellschaften: allkabel s.r.o. (Tschechien), Tesla Kabeli d.o.o. (Kroatien), VLG Kábelkereskedelmi Kft. (Ungarn) und VLG RO S.R.L. (Rumänien). Damit wuchs die Lagerfläche auf rund 330.000 m² an.

## Produkte und Leistungen
Das Unternehmen bietet über 6.000 verschiedene Kabel- und Leitungsprodukte an, von denen rund 4.000 ständig lagernd sind und innerhalb von 24 bis 48 Stunden geliefert werden können. Zu den angebotenen Leistungen zählen u. a. ein Kabeltrommel-Mietservice, Schnittlängen, Kabelbedruckung, Kupferkontingente sowie ein technisches Informations- und Datenblattservice.
Mit der Produktlinie easySkin bietet Meinhart innovative NYM-Mantelleitungen mit besonders effizienter Abisolierbarkeit an.

## Märkte und Standorte
Die Meinhart Gruppe ist in rund 50 Ländern aktiv und zählt zu den führenden Kabel- und Leitungsanbietern Europas. Der Hauptsitz befindet sich in St. Florian bei Linz. Darüber hinaus umfasst das Unternehmen folgende Tochtergesellschaften:
- allkabel s.r.o. (Tschechien)
- Tesla Kabeli d.o.o. (Kroatien)
- VLG Kábelkereskedelmi Kft. (Ungarn)
- VLG RO S.R.L. (Rumänien)

Zusätzlich betreibt Meinhart Lagerstandorte in Graz, Villach, Deutschland sowie vier weitere in Rumänien. Die Gruppe verfügt über eine Gesamtlagerfläche von über 330.000 m².

## Auszeichnungen und Nachhaltigkeit
Meinhart wurde 2024 als Austria’s Best Managed Company ausgezeichnet und belegte beim Best Business Award in der Kategorie „Nachhaltige Unternehmensführung über 100 Mitarbeitende“ den 3. Platz. Bereits 2014 erhielt das Unternehmen den voestalpine Lieferantenaward.
Das Unternehmen verfolgt das Ziel der CO₂-Neutralität bis 2030 und ist unter anderem nach ISO 9001, ISO 14001 sowie durch Ecovadis (Bronze) zertifiziert. Es ist zudem Unterzeichner der „Charta der Vielfalt“ und Mitglied bei Cyber Trust Austria.